# Suspensura

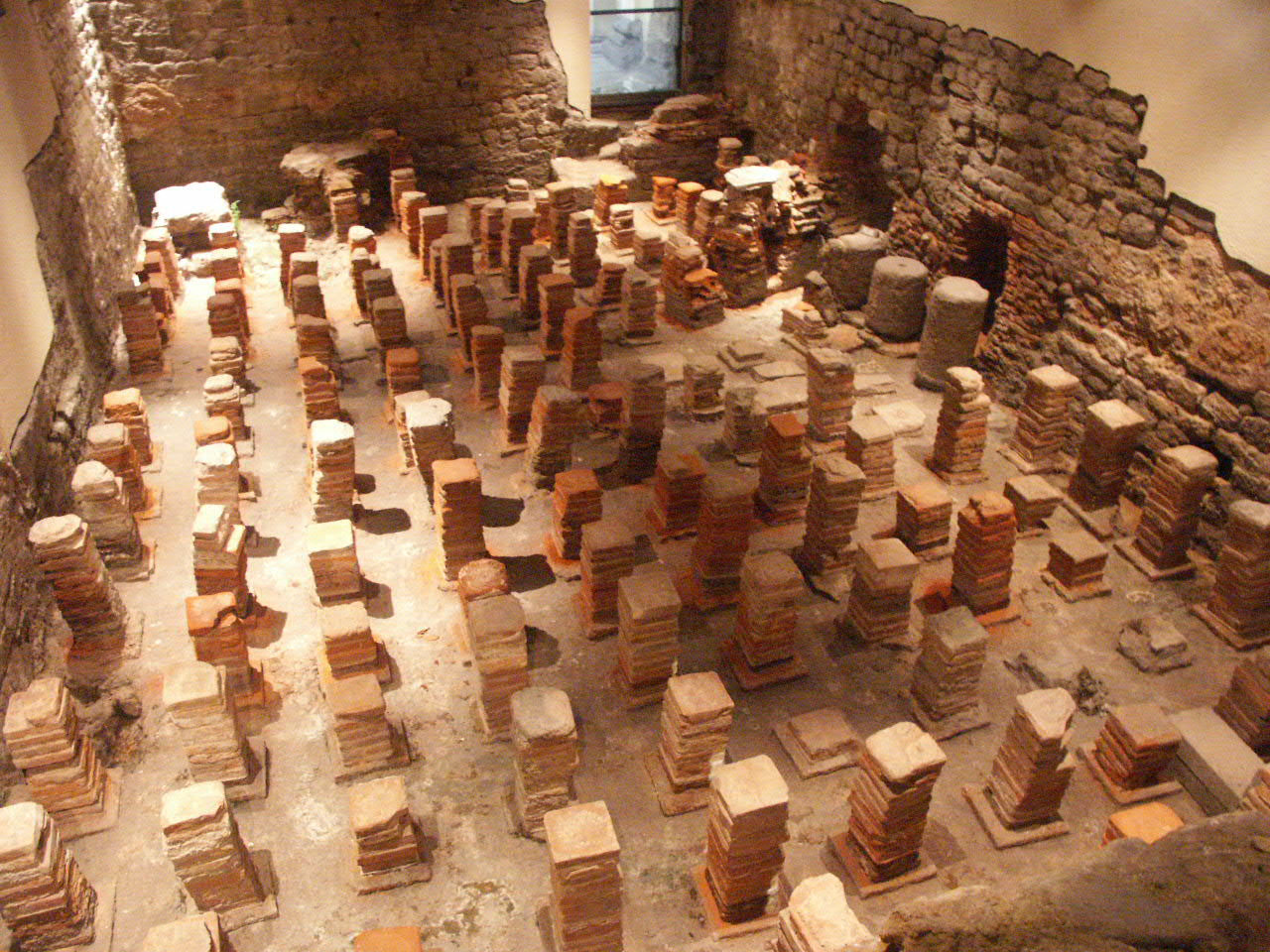
Suspensura debajo de un caldarium en Bath.

Suspensura es el término de arquitectura acuñado por Vitruvio para referirse a los pequeños pilares cuadrados de ladrillos (de unos 20 cm × 20 cm) que soportan un piso suspendido de unas termas romanas cubriendo la cavidad del hipocausto a través de la cual el aire caliente fluye.